# Reformierte Kirche Rothrist

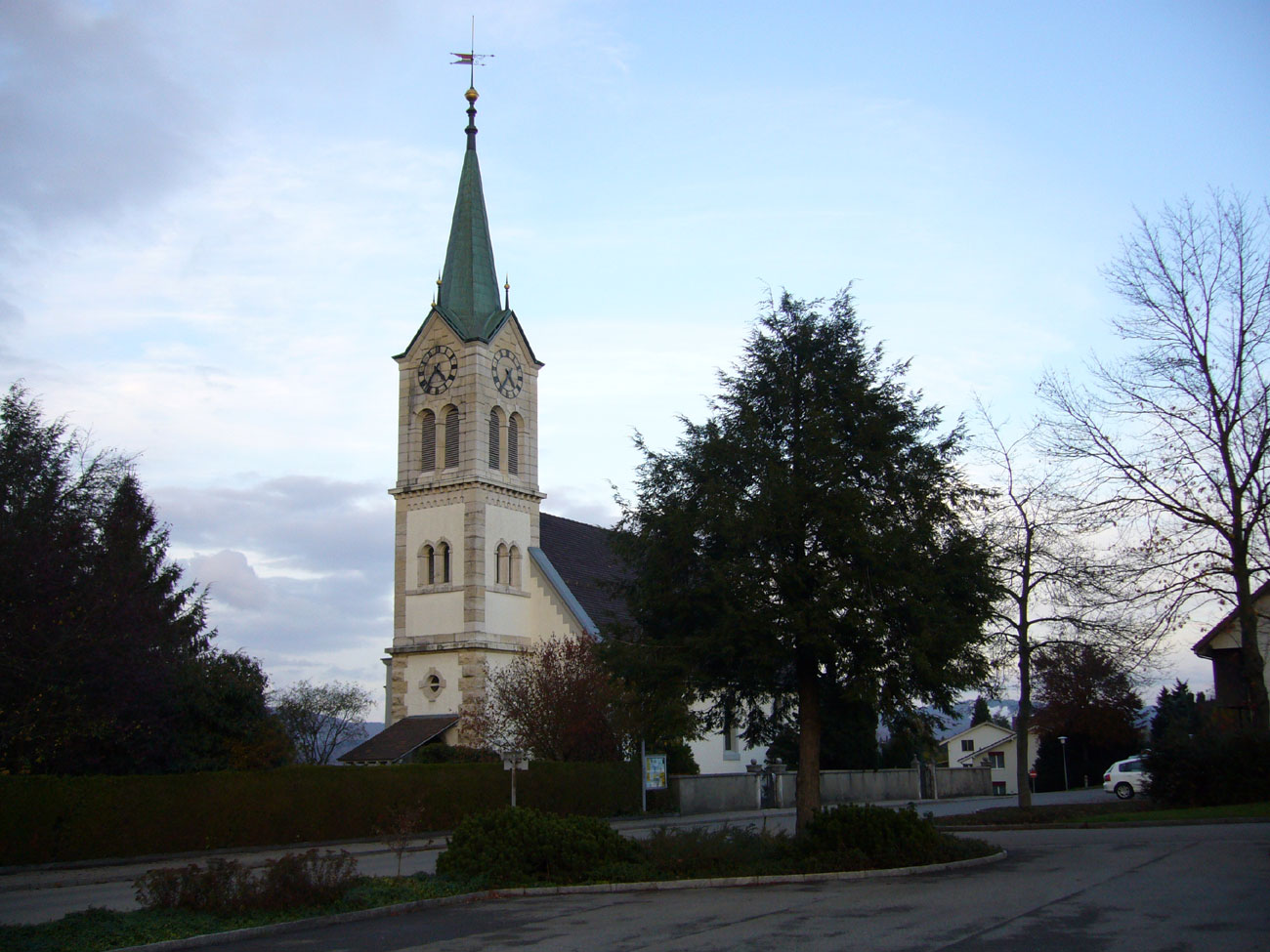
Kirche von Rothrist

Die reformierte Kirche Rothrist ist die Dorfkirche der aargauischen Gemeinde Rothrist in der Schweiz. Sie steht im Rothrister Ortsteil Niederwil.

## Geschichte
Seit dem Mittelalter war die Gemeinde Teil der Pfarrei Zofingen, ab 1667 unterstand sie dem Chorgericht Oftringen. 1712 stiftete Maritz Bossardt, der Pfarrer von Uerkheim, das Pfrundgut für eine eigenständige Pfarrei, die zwei Jahre später gegründet wurde. Der Überlieferung zufolge soll die Stiftung in Erinnerung an die Zweite Schlacht von Villmergen getätigt worden sein. Die Kirche entstand in den Jahren 1714 bis 1715 unter der Leitung des Berner Baumeisters Abraham Dünz II. im Stil des Barocks. Bis 1899 besass die Kirche einen Dachreiter mit drei Glocken, der im Jahr 1900 durch einen neuromanischen Kirchturm ersetzt wurde. 1990 erfolgte die bisher letzte Renovation.

## Gebäude und Ausstattung
Die unter Denkmalschutz stehende Kirche steht auf einer vorgelagerten Anhöhe über dem Tal der Pfaffneren. Das Bauwerk umfasst eine Längshalle mit einem dreiseitigen Abschluss auf der Ostseite, wobei das Grundrissverhältnis 1:2 beträgt. Darüber spannt sich ein steiles, unten leicht geknicktes Satteldach, das über dem Chor abgewalmt ist. Schluss- und Kämpfersteine sowie Ecklisenen sind der einzige Schmuck des ansonsten schlicht gehaltenen Langhauses. An die Westseite ist der neuromanische Kirchturm angebaut, dessen drei Glocken von H. Rüetschi in Aarau gegossen wurden.
In der Kirche finden sich Wappenscheiben aus den Jahren 1714 (gestiftet von damals bedeutenden Persönlichkeiten wie Samuel Frisching) und 1867. Ebenfalls aus der Entstehungszeit der Kirche stammen der Taufstein und die hölzerne Kanzel. Die heutige Orgel wurde 1972 von der Firma Orgelbau Kuhn erbaut und verfügt über 22 Register.